# 621

## Esdeveniments

### Països Catalans
- Suíntila encunya monedes a València

### Món
- El general Suintila accedeix al poder del Regne visigòtic de Toledo.

## Necrològiques
- Febrer: Sisebut (rei dels visigots)
- Recared II, rei visigòtic que regna amb prou feines tres mesos després de succeir al seu pare